# Comuna Grivița, Vaslui
Grivița este o comună în județul Vaslui, Moldova, România, formată din satele Grivița (reședința), Odaia Bursucani și Trestiana. Se află la sud-est de municipiul Bârlad, pe DN24D care face legătura dintre orașele Bârlad și Galați. Prima atestare a satului datează din anul 1504. Având o suprafață totală de 6353 ha din care 276 ha intravilan și 6077 ha extravilan. Are in componența sa 1804 gospodării iar locuințe – 1750.

## Geografie
Comuna se află situată în subunitatea geografică Colinele Tutovei, parte a Podișului Central Moldovenesc. Se învecinează la nord cu orașul Bârlad, la est cu comunele Zorleni Fruntișeni și Vinderei, la sud cu comunele Bălăbănești și Bălășești (județul Galați) iar la vest comunele Tutova și Ciocani. Comuna este situată pe DN24D care face legătura dintre Bârlad și Galați.

### Economia comunei
Economia comunei se bazează în general pe agricultură și creșterea animalelor dar are și unele activități industriale.

### Clima comunei
Clima comunei este temperat continentală marcată de o amplitudine termică foarte mare a valorilor extreme. Sunt caracteristice masele de aer rece ale anticiclonului siberian, iar vara aerul uscat continental sau tropical. În perioada caldă a anului, seceta este un fenomen accentuat și frecvent; iarna sunt specifice inversiunile termice. Precipitațiile sunt de circa 400-500 mm anual, iar vânturile predominante bat cu o frecvență mai mare dinspre N (19‰), NV (17‰), S și SE (13,5‰), cu viteze medii anuale cuprinse între 1,6 și 6,5 metri pe secundă.

### Rețeaua hidrografică
Rețeaua hidrografică este compusă din pârâul Jăravăț, fiind unul dintre rarele ape curgătoare ce curg înspre N.

### Fondul funciar
Reprezintă principala resursă regenerabilă.

### Solurile
Sunt favorabile agriculturii și creșterii animalelor.

### Pădurile
Reprezintă în primul rând o valoare ecologică, iar în al doilea rând constitue o valoare economică prin masa lemnosă ce poate fi exploatată. Pădurea are un rol însemnat în menținerea și reglarea echilibrului ecologic pe suprafețe mari dar din păcate este foarte mică.

## Demografie
Componența etnică a comunei Grivița
     Români (93,4%)
     Alte etnii (0,27%)
     Necunoscută (6,33%)
Componența confesională a comunei Grivița
     Ortodocși (92,76%)
     Alte religii (0,76%)
     Necunoscută (6,48%)
Conform recensământului efectuat în 2021, populația comunei Grivița se ridică la 3.288 de locuitori, în scădere față de recensământul anterior din 2011, când fuseseră înregistrați 3.293 de locuitori. Majoritatea locuitorilor sunt români (93,4%), iar pentru 6,33% nu se cunoaște apartenența etnică. Din punct de vedere confesional, majoritatea locuitorilor sunt ortodocși (92,76%), iar pentru 6,48% nu se cunoaște apartenența confesională.

## Istorie
La sfârșitul secolului al XIX-lea, pe teritoriul actual al comunei funcționa comuna Odaia-Bursucani (în plasa Târgul al județului Tutova). Comuna era alcătuită din satele Grivița și Odaia-Bursucani și avea o populație de 1130 de locuitori. În comună funcționa o școală primară de băieți și o biserică.
În 1925, satul Grivița s-a desprins de comuna Odaia-Bursucani și a alcătuit comuna Grivița, împreună cu satul Palermo. Anuarul Socec consemnează comuna Grivița ca fiind reședința plășii Adam din același județ cu o populație de 1226 de locuitori, iar comuna Odaia-Bursucani avea o populație de 1118 de locuitori (doar în satul de reședință cu același nume).
În 1931, comuna Odaia-Bursucani a fost desființată și inclusă temporar în fosta comună Docani. Comuna Grivița era împărțită în satele Grivița și Stroe Beloiescu.
În anul 1950, comuna a fost transferată raionului Bârlad a regiunii Bârlad, iar șase ani mai târziu după desființarea regiunii a fost inclusă în regiunea Iași. În anul 1964, satul Stroe Beloiescu a primit numele de Trestiana.
În anul 1968, comuna a fost transferată la județul Vaslui, reprimind între timp și satul Odaia-Bursucani de la comuna Docani, desființată. Tot atunci, comunei i-au fost alipite și satele comunei Fruntișeni, desființată. Comuna Fruntișeni se reînființează în anul 2004, iar de atunci, comuna a căpătat forma actuală.

## Politică și administrație
Comuna Grivița este administrată de un primar și un consiliu local compus din 13 consilieri. Primarul, Alina-Iuliana Munteanu[*], de la Partidul Social Democrat, este în funcție din 2008. Începând cu alegerile locale din 2024, consiliul local are următoarea componență pe partide politice:
|  | Partid                          | Consilieri | Componența Consiliului | Componența Consiliului | Componența Consiliului | Componența Consiliului | Componența Consiliului | Componența Consiliului | Componența Consiliului | Componența Consiliului | Componența Consiliului | Componența Consiliului |
|  | ------------------------------- | ---------- | ---------------------- | ---------------------- | ---------------------- | ---------------------- | ---------------------- | ---------------------- | ---------------------- | ---------------------- | ---------------------- | ---------------------- |
|  | Partidul Social Democrat        | 10         |                        |                        |                        |                        |                        |                        |                        |                        |                        |                        |
|  | Partidul Național Liberal       | 2          |                        |                        |                        |                        |                        |                        |                        |                        |                        |                        |
|  | Alianța pentru Unirea Românilor | 1          |                        |                        |                        |                        |                        |                        |                        |                        |                        |                        |

## Infrastructură

### Infrastructura de transport
- Rețeaua de drumuri
  - un traseu de drum național DN 24D ce străbate Grivița pe toată lungimea ei.

- Căile ferate
  - Calea ferată Bârlad-Galați.

### Infrastuctura tehnico-edilitară
Alimentarea cu apă
- puțuri subterane private și publice.

## Monumente istorice
- Bustul Domnitorului Alexandru Ioan Cuza – 1903 dezvelit – 1904
  - Realizat în bronz de sculptorul Constantin Bălăcescu la inițiativa filantropului Stroe S. Belloescu. Este primul monument sculptural din țară dedicat domnitorului Alexandru Ioan Cuza. Monumentul are pe parțile laterale ale soclului basoreliefuri reprezentându-i pe Mihail Kogălniceanu și Costache Negri, doi conservatori apropiați domnitorului.
- Școala Stroe S. Belloescu
  - Construită de către acesta în 1892, era o școală încăpătoare, pe frontispiciul căreia au fost săpate cuvintele: Ridicat-am această școală pentru luminarea țăranului român. Stroe S. Belloescu. Datorită neîngrijirii, clădirea școlii s-a degradat devenind o ruină.
- Monumentul funerar al profesorului Stroe S. Belloescu – (1912)

## Educație și cultură
- Școala cu clasele I-VIII Grivița – fondată în anul 1892 de către profesorul Stroe S. Belloescu, școala având un număr de peste 290 elevi.

- Grădinița cu program normal – aflată în centrul satului, vizavi de primărie.

- Biblioteca comunală – situată în cadrul Căminului Cultural

- Biserica ortodoxă – cu hramul pe 21 mai, de Sfinții Mari Împărați Constantin și Elena

## Zile festive
În fiecare an pe data de 26 octombrie se serbează hramul satului (ziua satului) mai exact în ziua de Sfântul Dumitru.